# Delfina Paredes
Delfina Paredes (Mollendo, 27 de septiembre de 1934) es una  actriz peruana, destacando en el cine y el teatro de su país.

## Biografía
De padre arequipeño y madre cusqueña, pasó su niñez y parte de su juventud en Cusco, donde inició sus estudios de química en la Universidad Nacional de San Antonio Abad (Cusco). Por aquel entonces recibió una propuesta para hacer Radioteatro en Radio Cusco lo que la llevó a abandonar la carrera, al poco tiempo decidió trasladarse a Lima e ingresar a la desaparecida Escuela Nacional de Arte Escénico (ENAE) de 1956 hasta 1957, año en que el estado cerró la escuela, por otro lado, debido a que requería de la aprobación paterna, ingresó al mismo tiempo a la Universidad Nacional Mayor de San Marcos, egresando de la especialidad de Química en 1958.
En 1972 inició una serie de recitales sobre la obra de César Vallejo, autor peruano con el que se sentiría muy identificada, llevando sus presentaciones a diversos escenarios del mundo, incluyendo Madrid, Barcelona, París y Río de Janeiro, pero también en colegios, universidades, plazas y cárceles de América y Europa. Trabajó muchos años en el Canal 7 de Lima (actualmente TV Perú) y en Radio Nacional.
Su larga trayectoria le ha valido el calificativo de "primera actriz", pues aparte de sus roles como el de la abuela ciega Meche en Caídos del cielo, personaje basado en el cuento Los gallinazos sin plumas de Julio Ramón Ribeyro, sus actuaciones en teatro le han comportado varios premios y el reconocimiento nacional e internacional. Su repertorio incluye obras de autores peruanos como Augusto Tamayo Vargas, Manuel Ascencio Segura y Manuel González Prada, y también dramaturgos alemanes como Bertolt Brecht o griegos como Sófocles.
Estuvo por muchos años casada con el también actor Mario Velásquez con el que tuvo cuatro hijos, los cuales se criaron desde muy pequeños entre bastidores y giras interminables con el emblemático grupo teatral Histrión. A raíz de ese amor por el arte que les inculcó, Delfina ha criado a una estirpe de artistas vinculados a la cultura y al teatro que sigue en la actualidad sus pasos.
El Instituto Nacional de Cultura le concedió el Premio nacional por el conjunto de su prolífica trayectoria artística en 1986.

## Trayectoria artística

### Radioteatro
- Todas las sangres (1987)
- Taita Yoveraqué (1988)

### Teatro
- Micaela Bastidas (1967)
- Las brujas de Salem
- Evangelina vuelve a la Breña (1994)
- La chicha está fermentando.
- Madre Coraje
- Ña Catita de Manuel Asencio Segura
- La Chunga de Mario Vargas Llosa
- Edipo Rey de Sófocles (2015)
- Luz de gas (2017)

### Televisión
- La Fábrica (1972)
- Evangelina (1975)
- Gorrión (1994)
- Canela (1995)

### Cine
- Djungeläventyret Campa Campa (1976)
- Kuntur Wachana (1977)
- Caídos del cielo (Meche) (1990)
- Y si te vi, no me acuerdo (1999)
- El bien esquivo (2001)
- Diarios de motocicleta (2004)
- La muerte de Eros (2005)
- Páramo (2005)
- Coliseo (2011)
- Casadentro (2013)
- Oliver's Deal (2015)
- Hasta siempre (2015)
- La Rabia (2017)

## Premios
- Premio en el Concurso Nacional de Teatro Escolar del TUSM por Micaela Bastidas (1967)
- 1.er Premio del Teatro de la UNMSM por Nosotros los burócratas
- Instituto Nacional de Cultura (INC): Trayectoria artística (1986).
- Premio de Teatro Manuel Solari Swayne del INC por "Ccoyllor Ritti" (1998)
- Condecoración Orden al Mérito de la mujer en la categoría Artista Destacada organizado por el Municipio de Ate, distrito de Lima donde reside desde hace más de 40 años.
- Homenaje del 14° Festival de Cine de Lima (2010).[6]